# Colmenar de Oreja
Colmenar de Oreja é um município da Espanha
na província e comunidade autónoma de Madrid, de área 126,3 km² com população de 8163 habitantes (2007) e densidade populacional de 52,40 hab/km².

## Demografia
| Variação demográfica do município entre 1991 e 2004 | Variação demográfica do município entre 1991 e 2004 | Variação demográfica do município entre 1991 e 2004 | Variação demográfica do município entre 1991 e 2004 |
| --------------------------------------------------- | --------------------------------------------------- | --------------------------------------------------- | --------------------------------------------------- |
| 1991                                                | 1996                                                | 2001                                                | 2004                                                |
| 5209                                                | 5596                                                | 6009                                                | 6637                                                |